# نصرت‌الله قمی
در خانواده‌ای مذهبی به دنیا آمد. او تحصیلات متوسطه را در دبیرستان دارایی به پایان برد و به بحث‌های فلسفی و نظری علاقمند بود.
نصرت‌الله قمی (۴ دی ۱۳۰۴ تهران - ۱۰ اردیبهشت ۱۳۳۲ تهران) از مبارزین و حامیان ملی شدن صنعت نفت و فدایی راه نجات و سعادت ملت ایرانبود که در ۲۸ اسفند ۱۳۲۹ اقدام به نابودی دکترترور عبدالحمید اعظمی زنگنه وزیر فرهنگ سپهبدحاجعلی رزم‌آرا نمود.

## زندگی‌نامه
نصرت‌الله قمی در خانواده‌ای مذهبی، فرهنگی و مرفّه در تهران دیده به جهان گشود. مادرش فاطمه خانم بانویی پرهیزکار و پدرش حاج مرتضی قمی از اساتید معمار و از اعیان و معاریف محله منیریه تهران بود. حاج مرتضی فرزند استاد باقر از معماران سرشناس قم بود که با معمار بزرگ و نامی عصر قاجار، استاد حسن معمار قمی،قمی، در ساخت بخش‌هایی از صحن بارگاه حضرت معصومه (س) (معروف به صحن اتابکی) همکاری داشت. 
نصرت‌الله، جوانی بلند قامت، خوش سیما، با ظاهری آراسته و باطنی وارسته بود. از نوجوانی دارای بلوغ اندیشه و روحیه‌ای دادخواه، ظلم‌ستیز و یاور محرومان بود. به نجّاری به عنوان سرگرمی و به ورزش کوهنوردی علاقه داشت و بیشتر جمعه‌ها را با دوستان خود به ارتفاعات شمال تهران می‌رفتند. تحصیلات متوسطه را در دبیرستان دارایی به پایان برد و به بحث‌های فلسفی و نظری علاقمند بود. فلذا رشته معقول و منقول را برای ادامه تحصیل برگزید و در زمان دانشجویی با توجه به فضای سیاسی آن سال‌ها (۱۳۲۷ به بعد) وارد فعالیت‌های سیاسی شد. گرچه او رسماً وارد هیچ حزب و گروه و دسته سیاسی نشد، لیکن با برخی از جریان‌ها و شخصیت‌های سیاسی و مبارز آن زمان ارتباط و مراوده فکری داشت و از حامیان جدی استقلال کشور از سلطه انگلیس و ملی شدن صنعت نفت بود. آقای حسین اردلان (فرزند محمد ولی خان) از جمله دوستان نزدیک او بود و با آقایان عباس امیرانتظام (روافیون) و سید محمود سخایی کاشانی نیز حشر و نشر داشت
ترور نافرجام محمدرضا پهلوی توسط ناصر فخرآرایی در ۱۵ بهمن ۱۳۲۷ در دانشگاه تهران، دولت ساعد برای ایجاد محدودیت و فشار بر مطبوعات، لایحه‌ای تنظیم و با قید فوریت به مجلس فرستاد و عبدالحمید زنگنه که آن ایام وزیر فرهنگ در کابینه ساعد و از مدافعین نظام سلطه و طراحان لایحه محدودیت مطبوعات بود برای دفاع از این لایحه به مجلس شورای ملی رفت. زنگنه از مروّجین فرهنگ غربی و در عین حال مخالف آزادی مطبوعات بود و با روی کار آمدن حاجعلی رزم‌آرا به عنوان نخست‌وزیر، مجدداً او به عنوان وزیر فرهنگ در ۱۷ بهمن ۱۳۲۹ به مجلس معرفی و هنگام ورود او به مجلس حسین مکی نماینده تهران صدا زد: «میرغضب آزادی را آوردند».
نصرت‌الله قمی معتقد بود که تز دکترای زنگنه با هدف دفاع از شرکت سابق نفت نوشته شده و در برابر برنامه ملی شدن صنعت نفت قرار دارد، کما اینکه زنگنه با رزم‌آرا در حمایت از قرارداد انگلیسی گس-گلشائیان همراهی داشت. ضمنا نصرت‌الله قمی او را در مقام وزیر فرهنگ از مجریان فرهنگ غرب و یکی از موانع پیشرفت فرهنگ ایران و مخلّ آزادی می‌دانست.
با ترور رزم‌آرا توسط خلیل طهماسبی در ۱۶ اسفند ۱۳۲۹، قمی مصمم شد که زنگنه را از میان بردارد و تصمیمش را حتی با دوستان نزدیکش در میان نگذاشت و در روز دوشنبه ۲۸ اسفند ۱۳۲۹ حوالی ساعت یازده صبح در محوطه جلوی دانشکده حقوق دانشگاه تهران به زنگنه نزدیک و با یک قبضه اسلحه کمری قصد تیراندازی به زنگنه را داشت . که دانشجویی به نام پرویز همایونی دخالت می‌نماید و دستش بر اثر سایش گلوله زخم سطحی برمی‌دارد و از صحنه کنار می‌رود. احدی از مطلعین که شاهد وقوع قضیه در دانشگاه تهران بود اظهار داشته است که در حالی که ضارب به دنبال زنگنه می‌دوید زنگنه دست خود را به عقب می‌برد تا از جیبش اسلحه درآورده از خود دفاع کند که ناگهان پایش می‌لغزد و به زمین‌می‌خورد. این شخص اضافه نموده که اسلحه مزبور طپانچه کوچکی ساخت لهستان بوده است. نصرت‌الله قمی، تیری به سوی زنگنه شلیک می‌کند که به پهلوی چپ او اصابت می‌نماید و همزمان در محوطه دانشگاه خود را به پلیس معرفی می‌کند و افراد حاضر در صحنه بلافاصله زنگنه را به بیمارستان سینا منتقل می‌نمایند، لیکن اعمال جراحی و معالجات و مراقبت‌های ویژه نتیجه‌بخش نبوده و یک هفته بعد زنگنه جان به جان آفرین تسلیم می‌کند.
زنگنه در بیمارستان در پاسخ به پرسش خبرنگار که آیا ضارب را می‌شناختید گفت: «من ابداً او را نمی‌شناختم و تا کنون قیافه‌اش را ندیده بودم»، از طرفی نصرت‌الله قمی در اولین و آخرین بازجویی اظهار داشته «من چون دکتر زنگنه را صالح نمی‌دانستم مبادرت به این کار کردم و در این کار به هیچ وجه نظر شخصی نداشته و از طرف حزب و جماعتی هم مأموریت نداشته‌ام.» این موضوع در نامه و وصیتنامه سیاسی وی نیز به خوبی روشن است که مشکل شخصی با زنگنه نداشته و صرفاً با انگیزه سیاسی و مستقل از هر سازمانی مبادرت به این عمل نموده است.
بعدها حسین اردلان چنین نقل می‌کند: «اگر از تصمیم نصرت‌الله اطلاع داشتم سعی می‌کردم او را از این اقدام منصرف کنم گرچه بعید بود بتوانم نظر او را تغییر دهم چون به شدت حامی ملی شدن صنعت نفت و دوستدار فرهنگ ایران زمین و معتقد به از میان برداشتن عمال انگلیس و حامیان داخلی استعمار بود و در این راه جدی بود و تلاشی وافر داشت. کما اینکه در زندان هم هنگامی که به ملاقاتش می‌رفتم هیچ‌گونه نشانه‌ای مبنی بر پشیمانی در گفتار و ناصیه او نشنیدم و ندیدم. بسیار با روحیه، شجاع، مؤدب، مصمّم و در عین حال آرام بود».
نصرت‌الله قمی در زندان برای مدتی با نواب صفوی هم‌بند می‌شود و از آنجا که ترور زنگنه در آن مقطع در راستای اهداف فداییان اسلام بود، نواب صفوی سعی می‌کند به هر طریق ممکن در جهت استخلاص و تخفیف مجازات نصرت‌الله کاری بکند. نامه‌ای خطاب به شاه و مصدق می‌نگارد و در آن تخفیف مجازات برای نصرت‌الله را مطرح می‌کند. این نامه توسط سید عبدالحسین واحدی (از فدائیان اسلام) به دست سید حسین فاطمی (وزیر خارجه) می‌رسد که در اختیار مصدق قرار دهد در آنجا فاطمی قول می‌دهد که حتی‌المقدور از اعدام نصرت‌الله قمی جلوگیری کند ولی بر خلاف قول و قرارها هیچ اقدامی از سوی مصدق و فاطمی صورت نمی‌پذیرد و هنگامی که فاطمی در سفر عراق بود حکم اعدام نصرت‌الله قمی اجرا می‌شود و این در حالی بود که حاج مرتضی (پدر نصرت‌الله) هم تلاش‌های وافری داشت و هزینه‌های گزافی را به واسطه استخدام وکلای ممتاز آن ایام از جمله ابوالفضل لسانی و دیگران پرداخت نمود تا بلکه حکم اعدام را به حبس بکشاند که موفق نمی‌شود و این همه در حالی اتفاق می‌افتاد که نصرت‌الله نه تنها دادگاه را صالح نمی‌دانست بلکه در جلسات دادگاه به ترور انقلابی زنگنه به عنوان احدی از ایادی استعمار اقرار و به این اقدام مباهات می‌نمود.
حکم اعدام دادگاه بدون اطلاع قبلی خانواده در روز پنجشنبه دهم اردیبهشت ۱۳۳۲ شمسی به اجرا درآمد و در حالی که قصد داشتند پیکر نصرت‌الله قمی را مخفیانه در گورستان مسگرآباد دفن کنند، خانواده مطلع شده و همراه با وکلا مانع شدند و علی‌رغم محدودیت‌های امنیتی جنازه را در حالی در امامزاده عبدالله شهر ری دفن نمودند که جمع کثیری ازمردم از جمله اقوام، دوستان و دوستداران، کثیری از دانشجویان و دانشگاهیان، اهالی محله منیریه و امیریه، از اهالی قم و شهر ری و برخی شخصیت‌های سیاسی مبارز حضور داشتند و قبرستان مملو از جمعیت بود. حسین اردلان که از دوستان نزدیک او بود بر فراز آرامگاهی رفت و وصیتنامه سیاسی او را برای حاضران قرائت نمود.
دربارهٔ آراء و عقاید نصرت‌الله قمی می‌توان گفت مدرکی دال بر وابستگی رسمی او به احزاب سیاسی وقت موجود نیست لیکن به لحاظ فکری تا حدودی به اندیشه و آراء ملی-مذهبی‌ها نزدیک بود و پارادکسی که آن زمان برای تحلیلگران و مطبوعات‌چی‌ها قابل هضم نبود این بود که چگونه شخصیتی آرام و تحصیلکرده، با این آراء و تفکر و از خانواده‌ای متمول دست به اقدامی خشونت‌بار زده آسان نبود.